# Перкинс, Сонни
Сонни Туфейл Перкинс (англ. Sonny Tufail Perkins; родился 10 февраля 2004, Хакни) — английский футболист, атакующий полузащитник клуба «Лейтон Ориент».

## Клубная карьера
Уроженец Хакни (Лондон), Сонни начал футбольную карьеру в академии клуба «Лейтон Ориент» в возрасте 8 лет. В 2019 году стал игроком академии «Вест Хэм Юнайтед». 25 ноября 2021 года дебютировал в основном составе «Вест Хэм Юнайтед» в матче Лиги Европы против венского «Рапида»", выйдя на замену Николе Влашичу. В июле 2022 года покинул клуб в качестве свободного агента.
19 июля 2022 года подписал трёхлетний контракт с клубом «Лидс Юнайтед».

## Карьера в сборной
Выступал за сборные Англии до 15, до 16, до 18 и до 19 лет.

## Личная жизнь
Отец Сонни Деклан Перкинс также был футболистом и выступал за молодёжную сборную Ирландии.